# Winslow (Arkansas)
Winslow és una població dels Estats Units a l'estat d'Arkansas. Segons el cens del 2000 tenia 399 habitants.

## Demografia
Segons el cens del 2000, Winslow tenia 399 habitants, 148 habitatges, i 108 famílies. La densitat de població era de 80,7 habitants/km².
Dels 148 habitatges en un 31,1% hi vivien nens de menys de 18 anys, en un 60,8% hi vivien parelles casades, en un 8,1% dones solteres, i en un 26,4% no eren unitats familiars. En el 22,3% dels habitatges hi vivien persones soles el 8,8% de les quals corresponia a persones de 65 anys o més que vivien soles. El nombre mitjà de persones vivint en cada habitatge era de 2,7 i el nombre mitjà de persones que vivien en cada família era de 3,18.
Per edats la població es repartia de la següent manera: un 28,6% tenia menys de 18 anys, un 8% entre 18 i 24, un 23,3% entre 25 i 44, un 25,8% de 45 a 60 i un 14,3% 65 anys o més.
L'edat mediana era de 38 anys. Per cada 100 dones de 18 o més anys hi havia 103,6 homes.
La renda mediana per habitatge era de 24.306 $ i la renda mediana per família de 28.125 $. Els homes tenien una renda mediana de 28.625 $ mentre que les dones 17.125 $. La renda per capita de la població era de 12.109 $. Entorn del 17,5% de les famílies i el 24% de la població estaven per davall del llindar de pobresa.

## Poblacions més properes
El següent diagrama mostra les poblacions més properes.